# Прикассо
Тимоти Джеймс Фрэнсис «Тим» Пэтч (англ. Timothy James Francis «Tim» Patch), более известный под своим профессиональным сценическим псевдонимом Прикассо (англ. Pricasso) — австралийский скандальный художник, известен использованием своих пениса, мошонки и ягодиц для создания картин.
Неоднократно писал портреты известных политиков — Тони Блэра, Барака Обамы, Джорджа Буша и других.

## Биография
Точная дата рождения неизвестна. Ориентировочно родился в 1949—1950 годах в Соединенном Королевстве.
Посещал школу в Чичестере, затем учился в школе на острове Уайт. После неё Патч учился в Портсмутском колледже искусств, затем — в Королевской академии Западной Англии. Не получив степени в изящных искусствах, он посещал курсы дизайна мебели и стал строителем.
В 1977 году Патч переехал в Австралию. В 1978—1982 годах он выставлял свои работы резьбы по дереву и другие произведения в различных арт-галереях. В 1984 году вместе со своей сестрой он создал собственную студию керамики (Hellfire Pottery), которая производила различные гончарные и керамические изделия.
В 2002 году Патч начал работать в художественной галерее и в это же время работал как художник-портретист, создавая шаржи в различных торговых местах Квинсленда.
Идея создавать картины своим пенисом Патчу пришла в 2005 году. В 2006 году он выбрал себе псевдоним «Pricasso» — словослияние от prick (жаргонное название пениса) и Picasso (Пикассо).

## Галерея

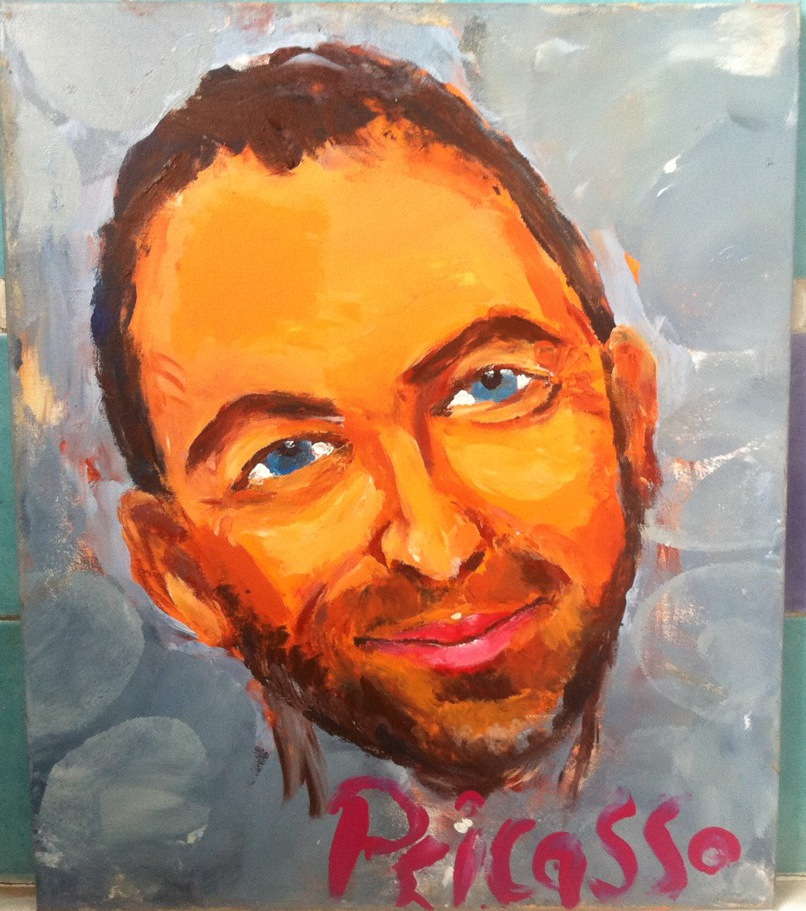
Джимми Уэйлс
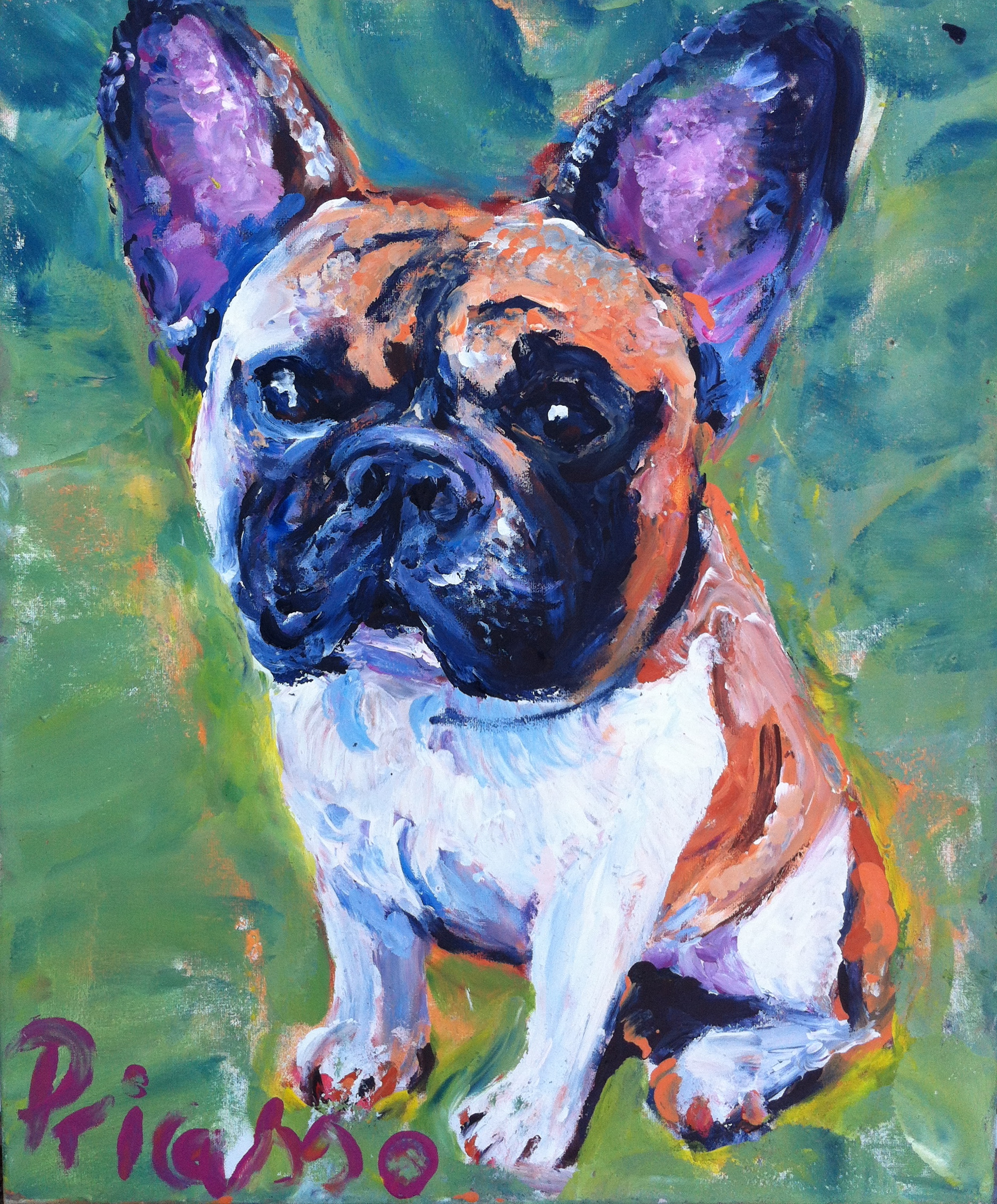